# Scharnitzpass

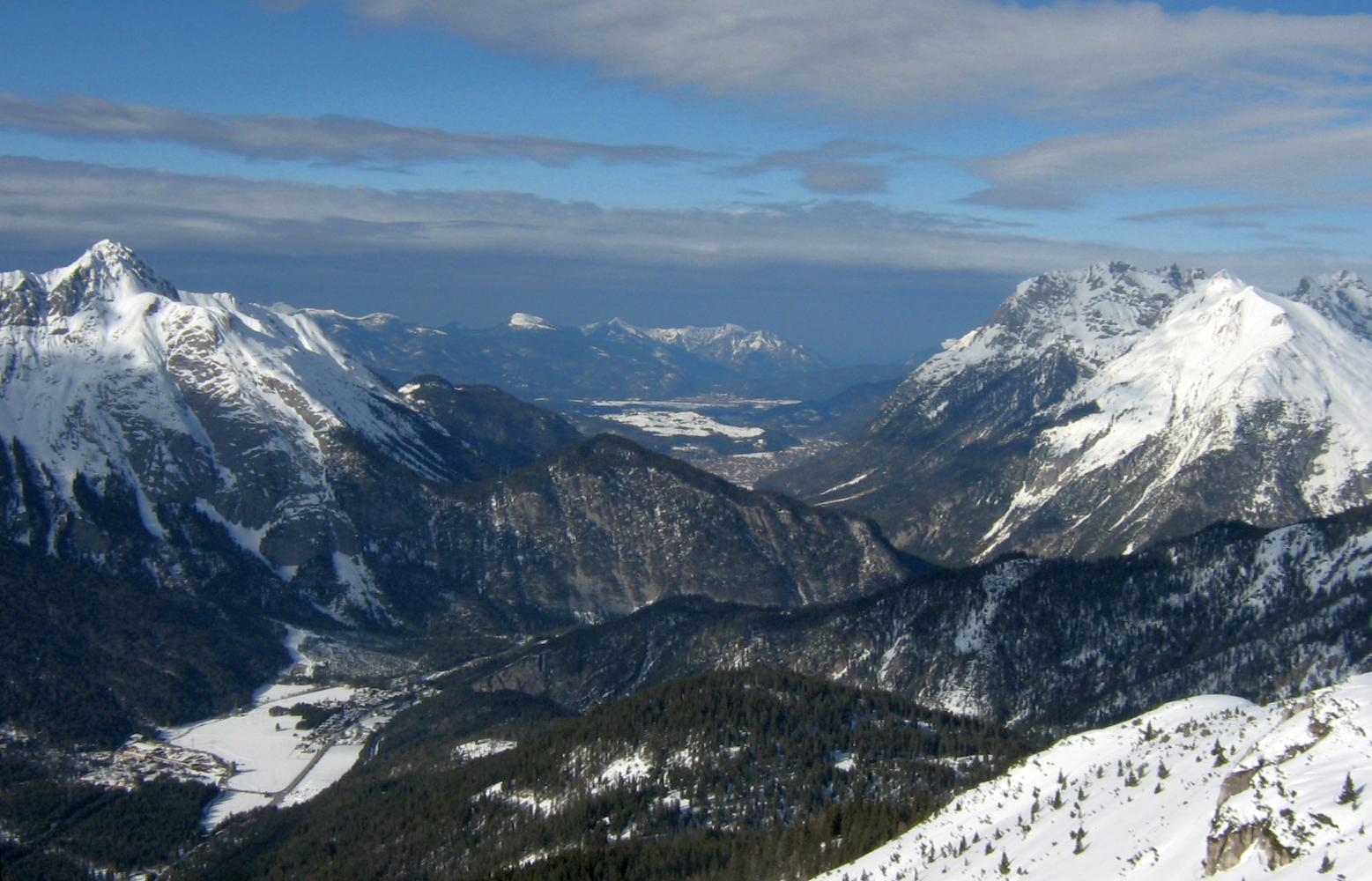
Blick von Süden auf die Talenge von Scharnitz, links oben die Große Arnspitze, links unten die Seefelder Straße (B 177) bei Gießenbach, im Hintergrund Mittenwald, rechts die Rotwandlspitze (Scharnitzpass links unterhalb davon)

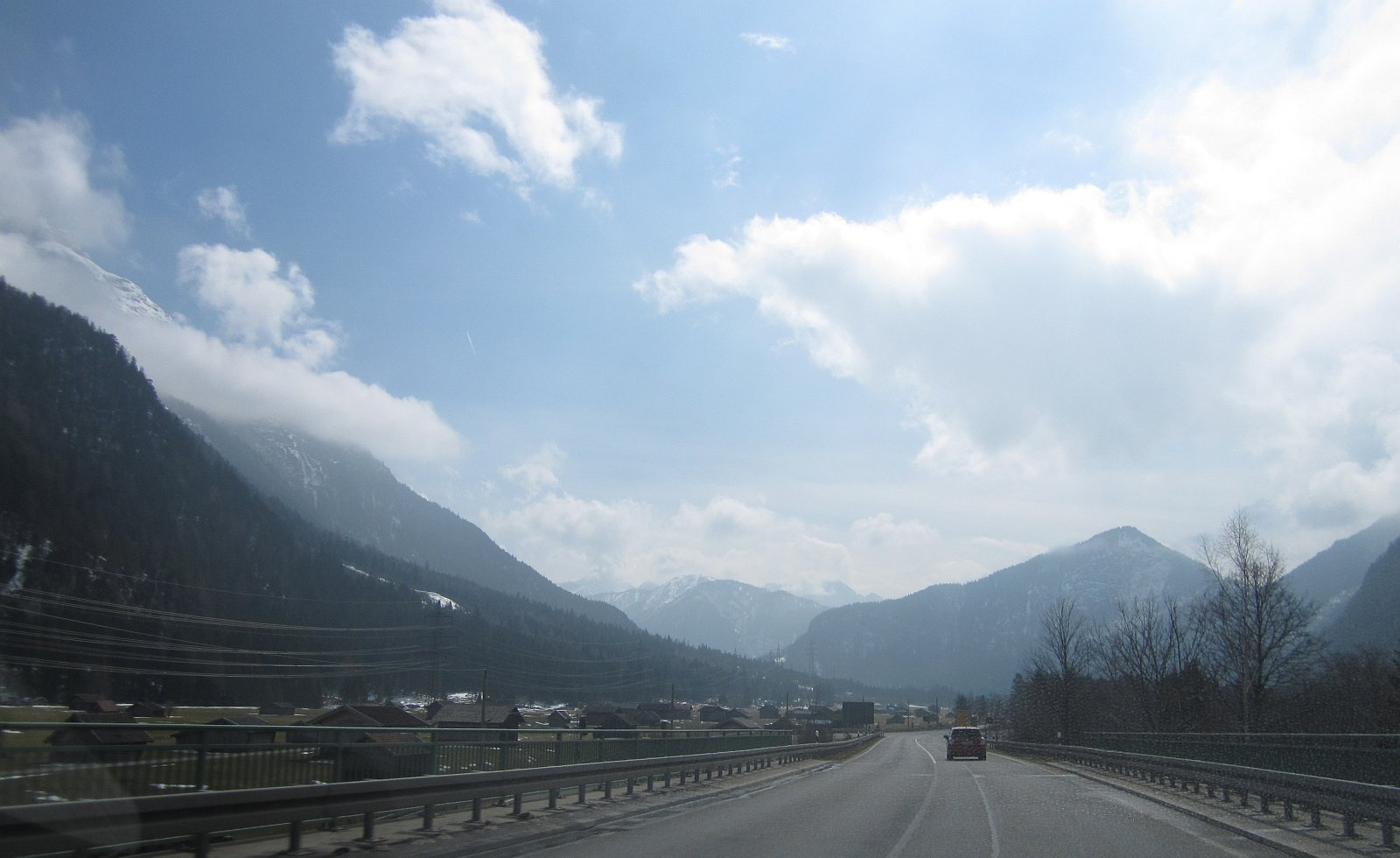
Blick von Norden auf den Scharnitzpass

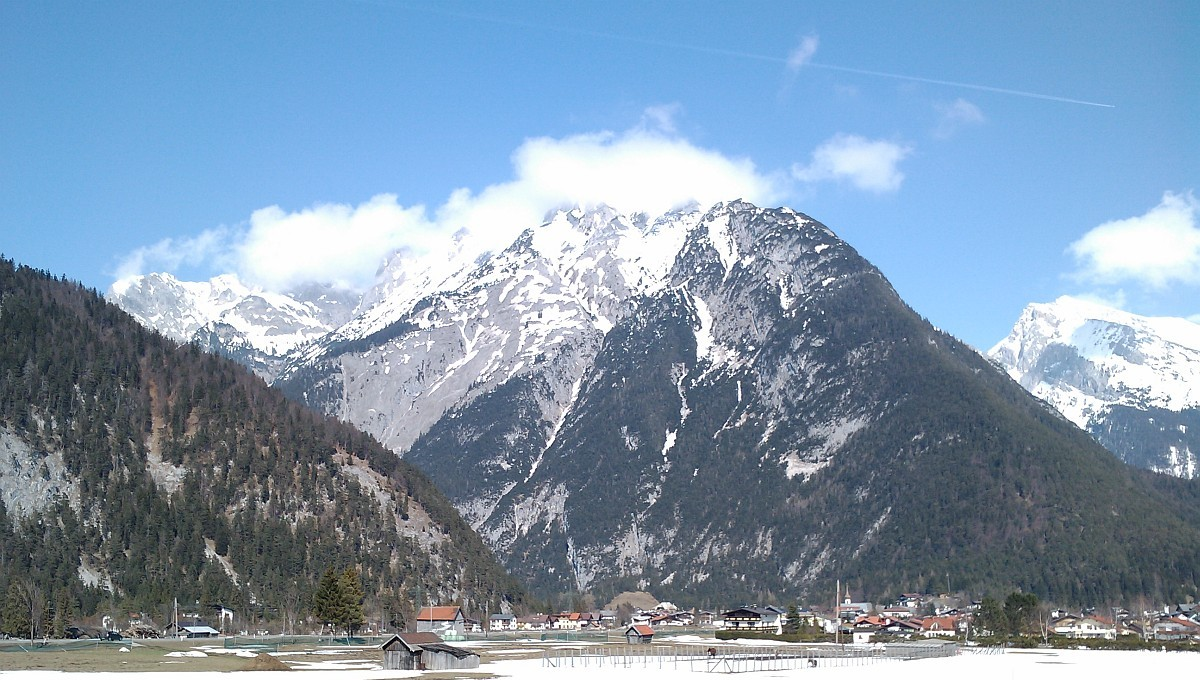
Talenge von Scharnitz mit Blick auf die Westseite der Brunnensteinspitze (Ausläufer der Rotwandlspitze), die Marchklamm (mit Schneerest) verläuft fast gerade hangabwärts. Rechts hinten die Pleisenspitze

Der Scharnitzpass, auch Scharnitzer Klause genannt, ist eine etwa 955 m hoch gelegene Engstelle (Klause) des oberen Isartals in den Nördlichen Kalkalpen auf der Grenze zwischen Deutschland und Österreich zwischen Bayern und Tirol. Seinen Namen hat er vom direkt südlich der Enge liegenden Ort Scharnitz.

## Geographische Lage
Der Scharnitzpass liegt östlich des Wettersteingebirges und westlich des Karwendel. Er befindet sich im oberen Tal der Isar zwischen Mittenwald (923 m; Bayern) im Norden und Scharnitz (964 m; Tirol) im Süden. Der Talgrund der Isar verengt sich durch die Ostflanke des Arntalköpfle (1529 m), dem Ausläufer der Arnspitzgruppe, von etwa 900 auf unter 300 m Breite. Östlich des Talpasses erhebt sich die Rotwandlspitze (2191 m ü. A.) mit südwestlich vorgelagerter Brunnensteinspitze (2180 m ü. A.).

## Verkehr

### Straße
Am Scharnitzpass gehen die deutsche Bundesstraße 2 (B 2), die aus Norden von Mittenwald kommt, und die österreichische Seefelder Straße (B 177), die durch Scharnitz und Seefeld (Tirol) weiter über den Seefelder Sattel verläuft, ineinander über. Beide Straßen sind Teile der Europastraße 533 (E 533).

### Eisenbahn
Seit 1912 führt die Mittenwald- bzw. Karwendelbahn, die als Eisenbahnstrecke von Innsbruck über den Seefelder Sattel nach Garmisch-Partenkirchen verläuft, durch den Scharnitzpass.

## Schutzgebiete
Nordwestlich liegt das deutsche Naturschutzgebiet Riedboden (NSG-Nr. 00157.01; 1,46 km²), das unmittelbar an das NSG Arnspitze (00158.01; 2,22 km²) anschließt. Das Landschaftsschutzgebiet Wettersteingebiet einschließlich Latschengürtel bei Mittenwald (LSG-Nr. 391021; 86,33 km²) grenzt nördlich an die beiden NSG. Auf der Ostseite – jenseits von Isar, Straße und Bahntrasse – liegen auf deutscher Seite das Naturschutzgebiet Karwendel und Karwendelvorgebirge (00171.01; 193,45 km²) und auf österreichischer Seite direkt anschließend das Ruhegebiet Eppzirl im Natura-2000-Gebiet Alpenpark Karwendel.

## Lawinengefährdung
Der Scharnitzpass ist durch die auf der Staatsgrenze liegende Marchklamm an der Westflanke der Brunnensteinspitze lawinengefährdet. Bei entsprechender Schneelage werden Bundesstraße und Eisenbahnstrecke gesperrt, eine Umfahrung ist über Seefeld und das eng eingeschnittene Tal der Leutascher Ache nach Mittenwald möglich. Wegen des Naturschutzgebiets Riedboden ergeben sich für den baulichen Lawinenschutz starke Einschränkungen, ein Straßentunnel direkt durch das Arntalköpfle mit Austritt auf deutscher Seite westlich der Isar war deshalb nicht möglich. Nach jahrelangen Verhandlungen über verschiedene Alternativen und Kostenbeteiligungen soll nun auf deutscher Seite eine Lawinengalerie für 8,5 Millionen Euro gebaut werden, der im Betrieb befindliche Tunnel zur Ortsumgehung Scharnitz mündet auf österreichischer Seite noch im Lawinenstrich.

## Geschichte
Unter dem römischen Kaiser Septimius Severus (193–211) wurde der alte Saumpfad vom Inntal über den Seefelder Sattel nach Mittenwald als römische Straße befestigt, die als Via Raetia über Partenkirchen, Oberau und Murnau bis Augsburg führte. In der römischen Straßenkarte „Tabula Peutingeriana“ sind Scarbia (Scharnitz) und Partanum (Partenkirchen) als Rast- und Wachstationen eingezeichnet. Seit dem Mittelalter ist diese Straße eine bedeutende Handelsroute von Venedig nach Augsburg/Nürnberg (Via Imperii).
Der Scharnitzpass gehörte damals zur Grafschaft Werdenfels, die Grenze zur Grafschaft Tirol befand sich an der Burg Schlossberg nördlich von Seefeld. Das Ziel Tirols war langfristig, die Landesgrenze zum strategisch wichtigen Scharnitzpass hin zu verschieben. Einen Teilerfolg verzeichneten die Tiroler, als am 20. Oktober 1500 Kaiser Maximilian I. und Fürstbischof Philipp von Freising einen im Jahr zuvor abgeschlossenen Vertrag ratifizierten, der die Grenze Tirols bis auf einen Kilometer südlich von Scharnitz verlegte.
Im Jahr 1633 erhielt Tirol das Recht, zum Schutz vor den vorrückenden Schweden im Dreißigjährigen Krieg am Scharnitzpass auf Werdenfelser Gebiet die Talsperre Porta Claudia zu errichten. Durch Vertrag vom 29. Oktober 1656 wurde dann Scharnitz und das Gebiet um die Porta Claudia gegen einen Gebietsstreifen um den Kienleitenkopf mit dem Karlingerhof (Schönwieshof östlich von Scharnitz) und Wegerecht ins Hinterautal eingetauscht. Mit dem Vertrag vom 28. Mai 1766 wurde die Zugehörigkeit von Scharnitz und der Porta Claudia zu Tirol bestätigt sowie für einen Gebietsstreifen „auf einen Musketenschuß bei allen dermaligen Fortifikationswerken heraus gegen Mittenwald“.
Ende April 1945 rückte die 44. US-Infanteriedivision aus Richtung Reutte kommend Richtung Fernpass vor. Hinter Biberwier wurde ihr Vorrücken am 30. April von einem Wintereinbruch mit Niederschlägen verlangsamt. Am Fernpass hatte sich eine deutsche Truppe von etwa 1.200 Mann festgesetzt. Der Fernpass und die Scharnitzer Klause boten gute Möglichkeiten, den Zugang in das Inntal zu blockieren. Am 1. Mai begann ein großes Gefecht. Ein kleiner Trupp einheimischer Soldaten aus dem Widerstand half einem US-Bataillon, den gegnerischen Truppen in den Rücken zu fallen. Am späten Nachmittag des 2. Mai war der Fernpass freigekämpft. Beide Seiten verzeichneten an die hundert Mann Verluste (Tote oder Verwundete). Am 3. Mai waren die US-Truppen in Telfs und am 4. Mai marschierten sie durch Imst.